# Torre d'Isla Canela
La Torre d'Isla Canela és una edificació de caràcter defensiu, construïda a Isla Canela, i situada al costat de la carretera que uneix el nucli urbà d'Ayamonte, (Huelva) amb la barriada de Punta del Moral. Malgrat el seu bon estat de conservació, el 2009 es va realitzar una intervenció en el monument per a consolidar la seva estructura i rehabilitar l'edifici.

## Descripció
L'edificació té forma de tronc de con i s'aixeca sobre un plint visible de dos metres d'alçada, de maçoneria de carreus escairats. Des de l'anell de la base arrenca un tram d'escala de fàbrica per l'exterior de la torre que s'enlaira fins a una plataforma de 3,7 metres d'alt sobre l'anell de base i des de la qual s'havia d'accedir, mitjançant alguna escala portàtil o qualsevol altre mitjà avui inexistent, al buit a l'exterior que serveix d'accés i que es troba a 3,20 metres sobre aquesta plataforma. La seva alçada total és de 17,90 metres. La porta d'entrada està orientada al Nord i té forma rectangular, s'obre a un vestíbul de planta trapezoïdal que dona pas a una cambra baixa. Està lleugerament escorada degut al seu pes i al terra inestable d'al·luvió on s'assenta. El procés natural de colmatació de la desembocadura del Guadiana, va allunyar la torre de la línia de costa, perdent totalment la seva funcionalitat.

## Història
Es tracta d'una torre de guaita, de les conegudes com alimares, construïdes entre els segles XVI i XVII per a la defensa del territori costaner, enfront dels atacs dels corsaris i d'altres estats europeus que es trobaven en guerra contra la Monarquia Hispànica, com Anglaterra. Així mateix, la Torre d'Isla Canela s'articula com a part de la defensa d'Ayamonte, sent un dels múltiples elements fortificats de la vila, juntament amb el Castell d'Ayamonte, el Baluard de las Angustias o el Baluard de Buscarruidos, entre d'altres.
La costa atlàntica sud de la Corona de Castella, des de Gibraltar fins a la frontera amb el Regne de Portugal, era una zona pobra i poc poblada, que a diferència de la costa del Llevant, aquesta no comptava amb fortificacions medievals, sinó amb castells urbans, com el de Huelva o el d'Ayamonte, i els habitants de la zona, estaven exposats constantment a saquejos i invasions.
Aquesta torre formava part del sistema defensiu de torres projectat des de Gibraltar fins a Ayamonte, el pla de les quals va ser ordenat per mandat del rei Felip II, i encomanat primer a Francés de Álava, i posteriorment a Luis Bravo de Lagunas. Aquestes torres es van construir entre 1585 i 1608.

## Catalogació
Està declarada com a "Monument", en la Base de dades de Patrimoni Immoble d'Andalusia (BDI) amb el codi 210100003, descrita com a torre guaita.
Està registrada en la base de dades de béns immobles protegits del Ministeri de Cultura com "Torre de la Isla Canela" amb Codi: (R.I.)-51-0007833-00000; Data de Declaració: 22-06-1993; Data Butlletí Declaració: 05-05-1949; Matís: Castells